# Ян Веринський

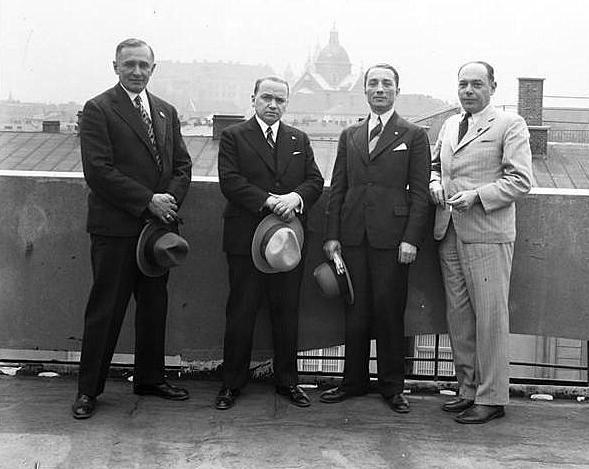
З ліва на право: Роман Дунін, Ян Веринський, Юзеф Оштрицький, Ян Сміховський (1935)

Ян Веринський, псевдоніми:«Будяк», «Станіслав Фалецький» (пол. Jan Weryński, „Oset”, „Stanisław Fałęcki”), 6 лютого 1897,Мелець — 1940) — польський активіст за незалежність, солдат Легіону та війська польського, доктор юридичних наук, член місцевого самоврядування, віце-президент Львова за часів ΙΙ Речі Посполитої, жертва катинського розстрілу.

## Біографія
Народився 6 лютого 1897 року в місті Мелець.Там же вчився в гімназії і вступив в стрілецький союз.Після початку Ι Світової вступає в ряди легіону.Служив в 1-піхотному полку що складався з Ι бригади і 5 полку піхоти у складі Ι і ΙΙΙ бригад. Учасник багатьох битв Ι світової. Був у званні хорунжий.В кінці 1917 року був звільнений від фронтової служби за станом здоров'я. Повернувшись до Мелецю, Веринський працює в офісі мелецького повіту.В 1918 році був одним з засновників та командиром мелецького відділу Польської Організації Військової яка в кінці війни зайняла місто. Потім Веринський приступив до створення структур в місті під командуванням військових та громади.
Був знову призваний до армії, пізніше звільнений у березні 1919.Закінчив відділ права Університету Яна Казимира у Львові після чого в 1923 році отримав ступінь доктора.Потім вступив на службу до місцевого самоврядування. З 1924 року працює в уряді львівського воєводства, на посаді клерка, в 1929 році був призначений на посаду віце-президента Львова.В 1939 знову повернувся до Польщі.У 30-х роках обіймав посаду начальника управління кадрів опікунської ради шкільного округу Львова.Стає членом львівської філії Табора національного об'єднання.
Веринський брав активну участь у підготовці оборони Львова в 1939 році. Після початку Другої світової війни та Вторгнення СРСР до Польщі 17 вересня був схоплений радянськими військами в східній Польщі. 
Убитий членами НКВС весною 1940 року. Його прізвище було занесено до так званого Списка Катині, що був опублікований в 1994 році. Був перепохований в 2012 році на Польському військовому цвинтарі в Биківні.
Жертвами катинського розстрілу були також інші віце-президенти Львова: Францішек Іржик,Віктор Хаєс.

## Нагороди
- Хрест Незалежності
- Орден Відродження Польщі